# دارلین کتس
دارلین کتس (انگلیسی: Darlene Cates؛ زادهٔ ۱۳ دسامبر ۱۹۴۷ درگذشته ۲۶ مارس ۲۰۱۷ (۶۹ سال)) یک هنرپیشه اهل ایالات متحده آمریکا بود.
از فیلم‌ها یا برنامه‌های تلویزیونی که وی در آن نقش داشت می‌توان به چه چیزی گیلبرت گریپ را آزار می‌دهد اشاره کرد.